# Wojciech Świątkowski (architekt)
Wojciech Zygmunt Świątkowski, ps. „Korczak” (ur. 12 września 1922 w Warszawie, zm. 2 grudnia 2021) − polski architekt i nauczyciel, powstaniec warszawski, odznaczony Krzyżem Srebrnym Orderu Virtuti Militari.

## Życiorys
Jego rodzicami byli Zygmunt – rolnik i Jadwiga z d. Cydzik. Miał troje rodzeństwa.
W 1931 rodzice zapisali go do szkoły powszechnej. Wcześniej uczył się w domu. Następnie uczęszczał do VII Państwowego Gimnazjum Męskiego im. Stanisława Staszica. W 1935 wstąpił do harcerstwa.
Podczas okupacji niemieckiej od lutego 1940 działał w ruchu oporu – początkowo w Tajnej Armii Polskiej mjr. Jana Włodarkiewicza, a następnie – Armii Krajowej. Ukończył konspiracyjną Szkołę Podchorążych Rezerwy Piechoty, uzyskując stopień kaprala podchorążego. Uczestniczył w działaniach Kedywu KG AK. Przyjął pseudonim „Korczak”. Od 10 maja 1944 był szefem plutonu „Moto” batalionu „Parasol”. Brał udział w akcji „Płochocin” (wysadzenie pociągu urlopowego Wehrmachtu) oraz zamachu na generała SS Wilhelma Koppego w Krakowie (grupa ubezpieczenia akcji). Uczestniczył w powstaniu warszawskim. Od 25 sierpnia 1944 był zastępcą dowódcy 1. kompanii „Parasola”. Został ranny podczas próby przebicia się oddziałów Starówki do Śródmieścia z 30 na 31 sierpnia. Ewakuowany kanałami, trafił do szpitala, z którego przeniesiono go do następnego. W szpitalu pozostał do końca powstania. Nosił już wówczas stopień sierżanta podchorążego. Następnie wzięty do niewoli, przebywał jako jeniec w Stalagu IV-B/H Zeithain zlokalizowanym niedaleko miasta Riesa w Rzeszy.
Po powrocie do Polski podjął studia na Wydziale Architektury Politechniki Warszawskiej. W styczniu 1949 został aresztowany przez UB za działalność antypaństwową i skazany na 15 lat więzienia. Po zwolnieniu wyszedł na wolność w lutym 1955. Dzięki wstawiennictwu poznanego na studiach architekta Jerzego Kowarskiego został przyjęty do pracowni architektonicznej Jacka Nowickiego. Po kilku latach dokończył studia, otrzymując dyplom w 1961. W tym samym roku wstąpił do Oddziału Warszawskiego Stowarzyszenia Architektów Polskich (SARP). Przez wiele lat współpracował z profesorem PW Bohdanem Pniewskim. Był współautorem wielu gmachów, osiedli oraz różnego rodzaju obiektów budowlanych w Warszawie i poza nią.
Zajmował się także pracą dydaktyczną. Od 1965 do 1989 był nauczycielem w Żeńskiej Szkole Architektury im. Stanisława Noakowskiego. Okazjonalnie publikował teksty w prasie warszawskiej. W ostatnich latach życia był członkiem kapituły Nagrody im. Jana Rodowicza „Anody”, ustanowionej w 2011 przez Muzeum Powstania Warszawskiego.

### Małżeństwo
Ożenił się w czasie Bożego Narodzenia w 1948. Osiemnaście dni po ślubie został aresztowany.

## Wybrane dokonania
- Dom Chłopa w Warszawie (1958) – autorzy: Bohdan Pniewski i Małgorzata Handzelewicz-Wacławek, współpraca: Wojciech Świątkowski
- Osiedle mieszkaniowe Żoliborz Południowy (1961) – autor: Bogusław Karczewski, współpraca: Maria Hatt, Zbigniew Włoszczowski, Wojciech Świątkowski, Zygmunt Wysocki (nagroda zespołowa III stopnia KBUA)
- Projekt kwatery batalionu „Parasol” na Cmentarzu Wojskowym na Powązkach w Warszawie[2]
- Projekt usytuowania pomnika Armii Krajowej przed gmachem Sejmu w Warszawie
- Projekt obelisku upamiętniającego Janka Rodowicza „Anodę” na warszawskim Ursynowie[5]

## Odznaczenia
- Krzyż Srebrny Orderu Virtuti Militari[1]
- Krzyż Zasługi z Mieczami[1]
- Srebrna Odznaka SARP (1979)[1]